# Forssan Koripojat
Il Forssan Koripojat, conosciuto anche come FoKoPo, è una società cestistica avente sede a Forssa, in Finlandia. Fondata nel 1969, gioca nel campionato finlandese.